# 川島勝司 (野球)
川島 勝司（かわしま かつじ、1943年4月17日 - ）は、日本の社会人野球選手（内野手）、監督。
1996年のアトランタオリンピック野球日本代表監督を務め、銀メダルに導いた。

## 経歴
栃木県佐野市出身。桐生高では稲川東一郎の指導のもと、1961年夏の甲子園県予選を勝ち抜き、北関東大会準決勝に進むが、八木沢荘六、島野育夫のいた作新学院に敗退、甲子園出場を逸する。
卒業後は中央大学へ進学。東都大学野球リーグでは在学中2回優勝。リーグ通算101試合出場、316打数78安打、打率.247、0本塁打、31打点。ベストナイン（三塁手）2回受賞。大学の1年上に武上四郎、末次利光、1年下には高橋善正、高畠導宏、日野茂がいた。
1966年に日本楽器（現・ヤマハ）に入社。1967年の都市対抗に出場。2本の本塁打を放ち決勝に進出するが、日本石油の平松政次に完封を喫し準優勝にとどまる。翌1968年の都市対抗には河合楽器の補強選手として出場。中心打者として決勝に進むが、富士製鐵広畑の神部年男に完封を喫しまたもや準優勝に終わった。8月にはアラスカ・ゴールドパナーズとの日米親善野球試合に出場。同年の社会人ベストナイン（三塁手）に選出され、ドラフト会議で近鉄から2位で指名されるが拒否。
1971年オフに監督に就任（選手兼任監督）。翌1972年には都市対抗に2年連続4回目の出場を果たす。エース新美敏の好投もあり、決勝で三菱自動車川崎を降し、監督一年目でチームを初優勝に導く。またその年、ニカラグアで開催されたアマチュア野球世界選手権に日本代表監督（アマチュアではあるが、本格的な世界大会において初めての日本代表監督）として参加。以降、日本楽器を4シーズンで監督の座を降りて社業に専念するが、1978年に監督として復帰（1980年まで）。この間、1979年にキューバで開催されたIBAFインターコンチネンタルカップにおいて、再び日本代表監督として参加。決勝で地元キューバには屈したが準優勝をおさめた。
1986年に三たび日本楽器のユニフォームに袖を通し、1987年と1990年に都市対抗で優勝を果たす（1987年はチーム名が「日本楽器」から「ヤマハ」に変わった年でもあった）。ヤマハは過去3回都市対抗野球大会を制しているが、そのいずれも川島が指揮を執っている。また、1970年代、1980年代、1990年代の3つの年代で優勝を経験した唯一の監督でもある。1987年には社会人ベストナインの特別賞を受賞している。
その経験を買われ、以前から携わっていた野球日本代表でも指導者として活躍する。1988年のソウルオリンピック野球日本代表ではヘッドコーチを務め、1993年アジア野球選手権大会、1995年の第18回アジア野球選手権兼アトランタオリンピックアジア地区予選、1996年のアトランタオリンピック野球日本代表では監督を務めた。
その後、1999年オフに同じ東海地区のライバルチームであるトヨタ自動車からの監督就任要請を受け、これを受諾する。プロ以上に「生え抜き主義」で監督を外部から迎えることが珍しい社会人野球界でビッグネームの移籍・監督就任は大きなニュースとなった。トヨタでは3年間指揮を執り、その3年間全てにおいて都市対抗野球大会に出場したが優勝には手が届かなかった。2003年シーズンからは、トヨタの副部長兼総監督としてベンチから離れてチームを見守っている。
日本野球連盟の常任理事を務めたことがあり、2021年現在、同連盟参与を務めている。
高校野球の甲子園大会でのテレビ解説なども度々行っている。
2021年1月14日、野球殿堂表彰者（特別表彰部門）に選出され、その顕彰式が7月14日に第46回社会人野球日本選手権大会決勝戦（大阪ガス 対 三菱重工East／京セラドーム大阪）の試合開始前に執り行われた。